# Монтефалконе Апенино
Монтефалконе Апенино (итал. Montefalcone Appennino) насеље је у Италији у округу Фермо, региону Марке.
Према процени из 2011. у насељу је живело 527 становника. Насеље се налази на надморској висини од 766 м.

## Становништво
| 1931. | 1936. | 1951. | 1961. | 1971. | 1981. | 1991. | 2001. | 2011. |
| ----- | ----- | ----- | ----- | ----- | ----- | ----- | ----- | ----- |
| 1.674 | 1.743 | 1.807 | 1.452 | 853   | 713   | 569   | 527   | 445   |